# Marko Ciurlizza
Marko Gustavo Ciurlizza Rodríguez (ur. 22 lutego 1978 w Limie) – peruwiański piłkarz występujący na pozycji środkowego pomocnika w Alianzie Lima.

## Kariera klubowa
Ciurlizza jest wychowankiem Universitario de Deportes. Zdobył tam 4 tytuły mistrzowskie. Po rozegraniu 141 ligowych spotkań na krótko przeniósł się do brazylijskiego Botafogo. Od 2002 roku reprezentuje barwy stołecznej Alianzy, z którą również zdobył kilka trofeów krajowych.

### Statystyki klubowe
| Klub          | Sezon | Kraj     | Rozgrywki             | Mecze | Gole |
| ------------- | ----- | -------- | --------------------- | ----- | ---- |
| Alianza       | 2010  | Peru     | Primera División      | 0     | 0    |
| Alianza       | 2009  | Peru     | Primera División      | 18    | 0    |
| Alianza       | 2008  | Peru     | Primera División      | 44    | 0    |
| Alianza       | 2008  | Peru     | Primera División      | 29    | 0    |
| Alianza       | 2007  | Peru     | Primera División      | 36    | 0    |
| Alianza       | 2006  | Peru     | Primera División      | 29    | 0    |
| Alianza       | 2005  | Peru     | Primera División      | 27    | 1    |
| Alianza       | 2004  | Peru     | Primera División      | 32    | 1    |
| Alianza       | 2003  | Peru     | Primera División      | 35    | 1    |
| Alianza       | 2002  | Peru     | Primera División      | 21    | 0    |
| Botafogo      | 2001  | Brazylia | Campeonato Brasileiro | 10    | 2    |
| Universitario | 2000  | Peru     | Primera División      | 34    | 2    |
| Universitario | 1999  | Peru     | Primera División      | 34    | 0    |
| Universitario | 1998  | Peru     | Primera División      | 39    | 0    |
| Universitario | 1997  | Peru     | Primera División      | 28    | 1    |
| Universitario | 1996  | Peru     | Primera División      | 6     | 0    |

Ostatnia aktualizacja: 1 stycznia 2010.

## Kariera reprezentacyjna
Marko Ciurlizza wielokrotnie występował w spotkaniach reprezentacji Peru. Brał udział w turniejach takich jak Copa América 1997 (czwarte miejsce), Copa América 1999 (ćwierćfinał), Złoty Puchar CONCACAF 2000 (półfinał) i Copa América 2004 (ćwierćfinał).

### Statystyki reprezentacyjne
| Reprezentacja | Rok  | Mecze | Gole |
| ------------- | ---- | ----- | ---- |
| Peru          | 2010 | 0     | 0    |
| Peru          | 2009 | 1     | 0    |
| Peru          | 2008 | 1     | 0    |
| Peru          | 2007 | 0     | 0    |
| Peru          | 2006 | 0     | 0    |
| Peru          | 2005 | 2     | 0    |
| Peru          | 2004 | 7     | 0    |
| Peru          | 2003 | 7     | 0    |
| Peru          | 2002 | 0     | 0    |
| Peru          | 2001 | 7     | 0    |
| Peru          | 2000 | 5     | 0    |
| Peru          | 1999 | 4     | 0    |

Ostatnia aktualizacja: 17 czerwca 2010.

## Osiągnięcia

### Universitario
- Pierwsze miejsce
  - Primera División de Peru: Apertura 1998, Apertura 1999, Apertura 2000, Clausura 2000
- Drugie
  - Primera División de Peru: Clausura 1997, Clausura 1999

### Alianza
- Pierwsze miejsce
  - Primera División de Peru: Apertura 2002, Clausura 2003, Apertura 2004, Apertura 2006
- Drugie
  - Primera División de Peru: Clausura 2002, Apertura 2003, 2009